# Haramosh
Der Haramosh (auch: Haramosh Peak, Peak 58) ist ein Berg im Karakorum-Gebirge in Pakistan.

## Lage
Seine Höhe wird mit 7390 m oder 7406 m angegeben.
Der Haramosh bildet das zentral-südliche Glied der Rakaposhi-Haramosh-Berge im „Kleinen Karakorum“. Er steigt steil vom Nordufer des Indus empor, etwa 30 km oberhalb der Einmündung des Gilgit-Flusses. 18 km weiter nördlich erhebt sich der Malubiting (7458 m). Entlang der Nordflanke des Haramosh strömt der Manigletscher nach Westen. Die Südostflanke wird über den Khotialungma-Gletscher entwässert, während an der Südwestflanke der Ishkapal-Gletscher liegt.

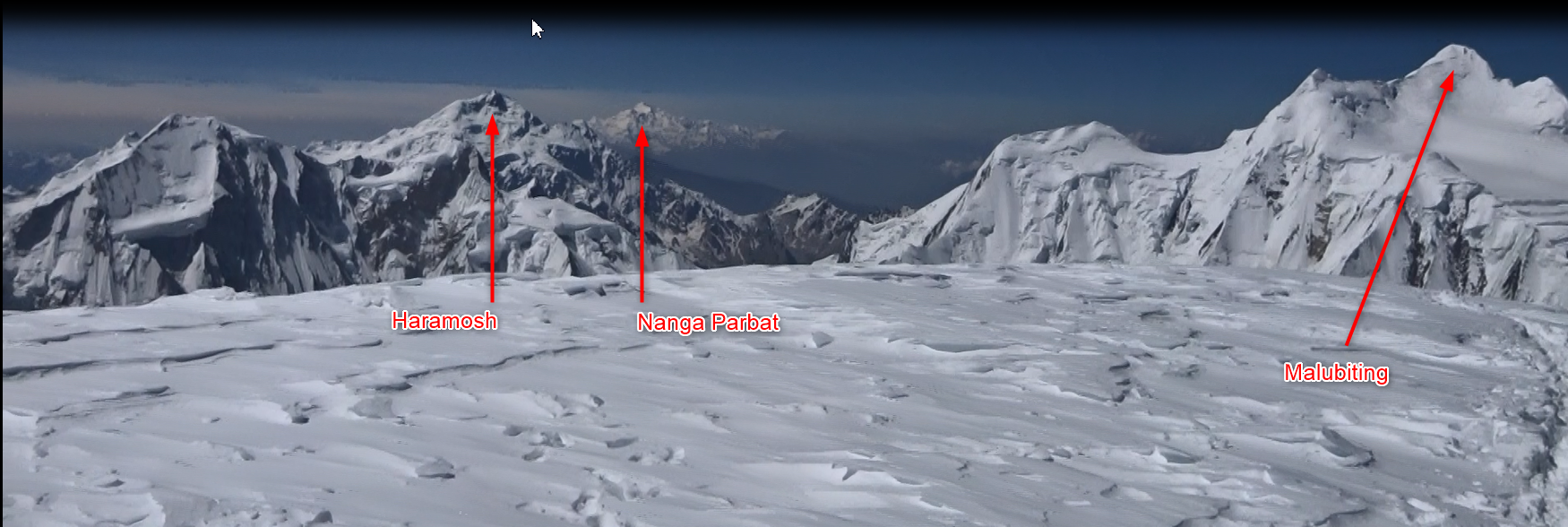
Gipfelblick vom Spantik

## Nebengipfel
Ein Bergkamm führt vom Haramosh nach Osten und später nach Nordosten.
Der Mani Peak IV (6449 m ⊙) und der Mani Peak I (6684 m ⊙) liegen auf diesem Kamm, der sich anschließend bis auf eine Höhe von 5700 m absenkt, um anschließend wieder bis zum 6666 m hohen Haramosh II aufzusteigen. Nördlich vom Mani Peak I liegt der Bergsattel Haramosh La.

## Besteigungsgeschichte
Der Haramosh wurde erstmals 1947 von einer Schweizer Expedition erkundet, ein deutsches Team untersuchte 1955 die nordwestliche Route. 1957 versuchte eine Bergsteigergruppe der Oxford University mit Tony Streather, John Emery, Bernard Jillot und Ray Cuthbert vergeblich eine Erstbesteigung, die nach wiederholten Stürzen und Unglücken abgebrochen werden musste. Jillot und Cuthbert kamen dabei ums Leben, Streather und Emery überlebten, Emery erlitt schwere Erfrierungen und verlor alle Finger und Zehen. Die Geschichte dieser Expedition hat Ralph Barker in The Last Blue Mountain festgehalten.
Die Erstbesteigung des Haramosh gelang schließlich am 4. August 1958 einer Seilschaft von Österreichern mit Heinrich Roiss, Stefan Pauer und Franz Mandl über einen Sattel im Nordosten, den Haramosh La und die östliche Flanke, also etwa über dieselbe Route der fehlgeschlagenen Besteigung von 1957. Weitere Expeditionsmitglieder waren Rudolf Ebner und Rudolf Hammerschlag. Im Rahmen der Vorbereitungen wurden die Nebengipfel Mani Peak I, Mani Peak II und Mani Peak IV bestiegen.
Dem Himalayan Index zufolge gab es seither nur drei weitere Besteigungen: 1978 eine japanische Gruppe über die Westflanke, 1979 eine Besteigung mit unbekannter Route und Herkunft, 1988 eine polnische Gruppe an der südwestlichen Stirnseite.